# Вулиця Багата (Тернопіль)
Вулиця Багата — давня історична вулиця на Подолі в середмісті Тернополя.
Починається від вулиці Патріарха Мстислава і закінчується біля будинків № 16 вулиці Руської та № 1 на вулиці Маркіяна Шашкевича. Розташована між вулицями Руською та Старий Поділ і йде паралельно з ними. 
Довжина вулиці приблизно 200 м, напрямок — зі сходу на захід.

## Назва
Існує кілька неперевірених теорій походження назви вулиці. Одна теорія каже, що колись тут жив єврей на прізвище Багат і звідти й пішла назва. Інша твердить, що тут селилися заможні люди, тож з часом і стала вулиця Багата.

## Історія

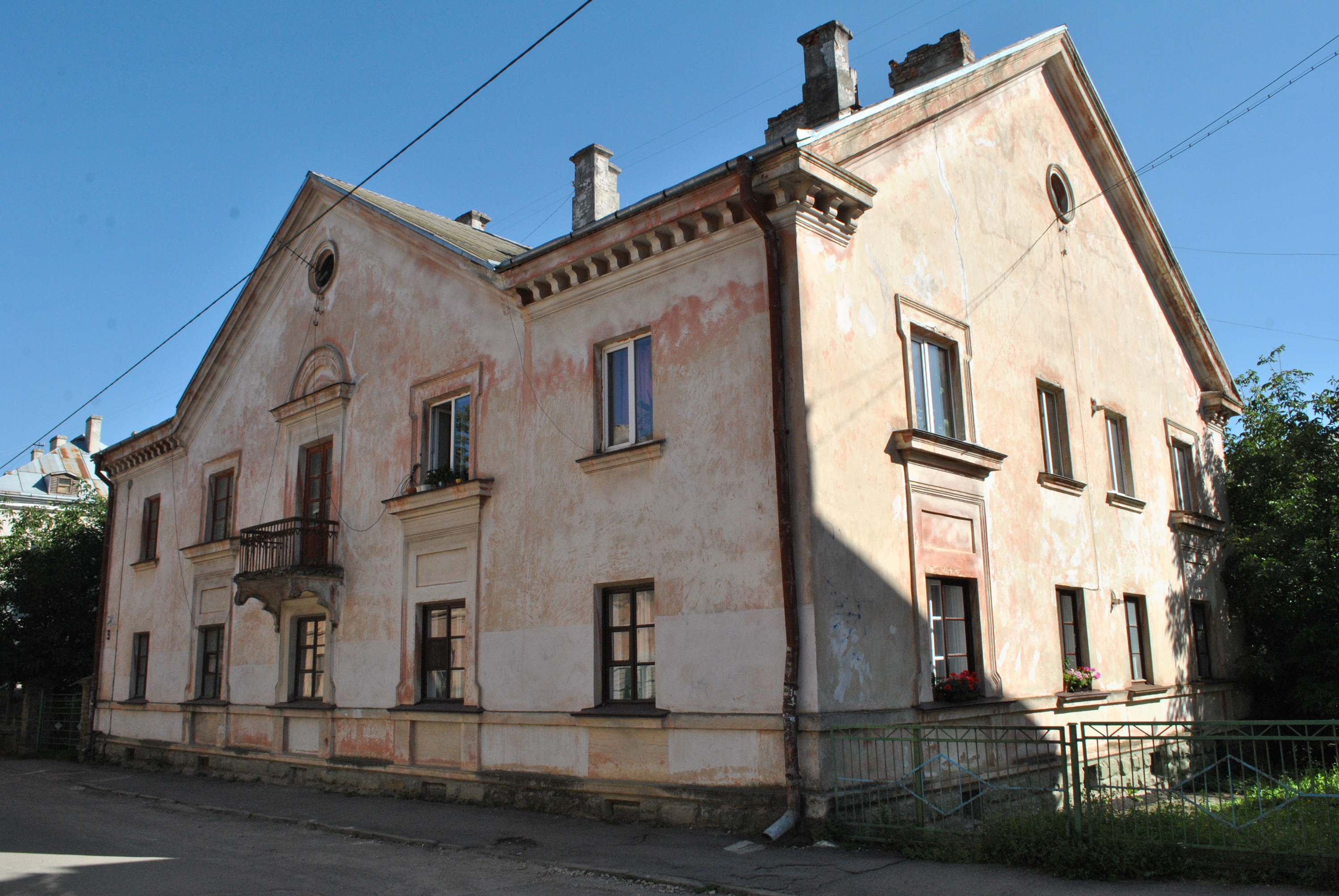
Житловий будинок № 3, пам'ятка архітектури місцевого значення

Вулиця є однією з найдавніших у місті Тернополі і однією з небагатьох, яка крізь століття зберегла свою первісну назву. 

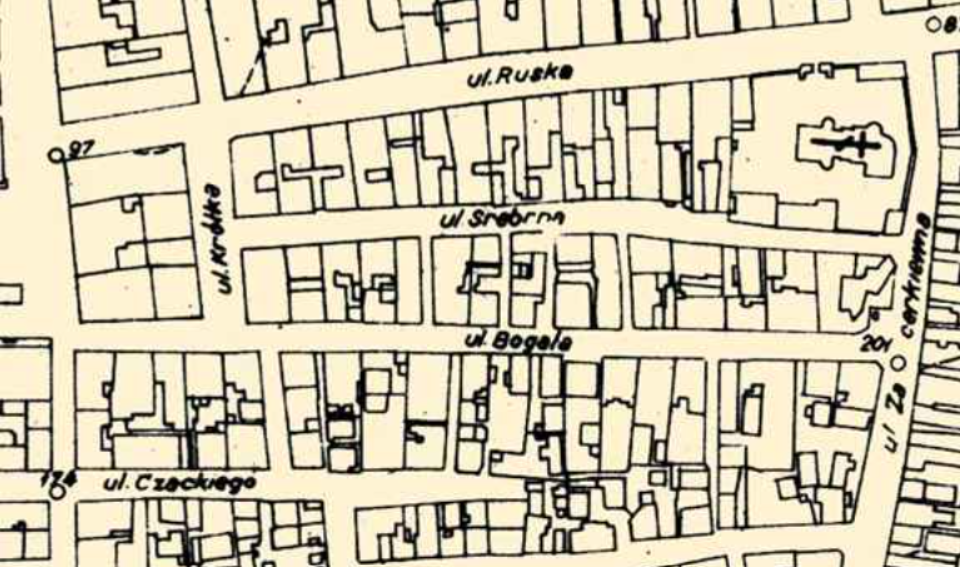
Вулиця Багата на плані міста 1938 року

Вперше згадується у інвентарі міста 1672 року. Відображена на плані Тернополя 1797 року, складеним А. Посареллі. Вулиця Багата («Reiche Gasse») також зображена на кадастровій мапі Тернополя 1862 року , і на пізніших австрійських та польських планах міста. До 1944 року вулиця була проїзною, починалася від вулиці Зацерковної (сучасна вул. Патріарха Мстислава) і тягнулася до південного кута Ринку, з правої сторони до неї прилягала вулиця Коротка, а паралельно між Багатою і Руською також проходила вулиця Срібна.

Розміщена на історичному Подолі, в давні часи на вулиці мешкала в основному аристократія українського міщанства. У 20-30-х рр. XX ст. вулиця входила до четверної дільниці, тут були розміщені три пекарні, а також офіси «Сельробу» та одного з єврейських товариств. У четвертій дільниці проживало близько 80% євреїв — торговців птицею, кіньми, прядивом та іншими товарами, а також такі ремісники як столярі, пекарі, візники, кравці, слюсарі і т. д. — 10% поденних найманих робітників, що працювали тут у кількох млинах-крупорушках в основному вантажниками, 8% ремісників-християн різних професій, а також 2% — професійних злочинців, включно з повіями.

## Архітектура
Для вулиці характерна дво- та трьоповерхова забудова, є всього 8 будівель, серед них одна пам'ятка архітектури місцевого значення: житловий будинок № 3, побудований у XIX ст. (охоронний номер 1976).

## Установи
- Тернопільське обласне управління лісового та мисливського господарства — Багата, 5а
- ДП «Тернопільське лісове господарство» — Багата, 5а
- магазин «Старий мисливець» — Багата, 5а
- Товариство мисливців і рибалок — Багата, 5а
- Школа допризовної підготовки — Багата, 7

## Транспорт
Малоінтенсивна тупикова вулиця з двостороннім рухом.
Найближчі зупинки громадського транспорту знаходяться на вулиці Руській та Князя Острозького.